# マルテペ駅 (TCDD)
マルテペ駅（トルコ語:Maltepe Tren İstasyonu）はトルコのイスタンブールマルテペ区にある、トルコ国鉄（TCDD）の駅。
イスタンブール-アンカラ線上の駅であるが、イスタンブール都市圏の通勤電車であるマルマライのみが当駅に停車する。

## 歴史
1872年9月22日にオスマン帝国ウムリ・ナフィア省のオスマン・アナトリア鉄道（CFOA）の駅として開業。
1954年にトルコ国鉄（TCDD）によって改築され、路線電化を行って1969年5月29日に再開業した。1969年から2013年までハイダルパシャ-ゲブゼ間の通勤電車が運行された。2013年の6月末からマルマライの改築工事のために一時閉鎖し、2019年3月12日に再開業した。

## 駅構造

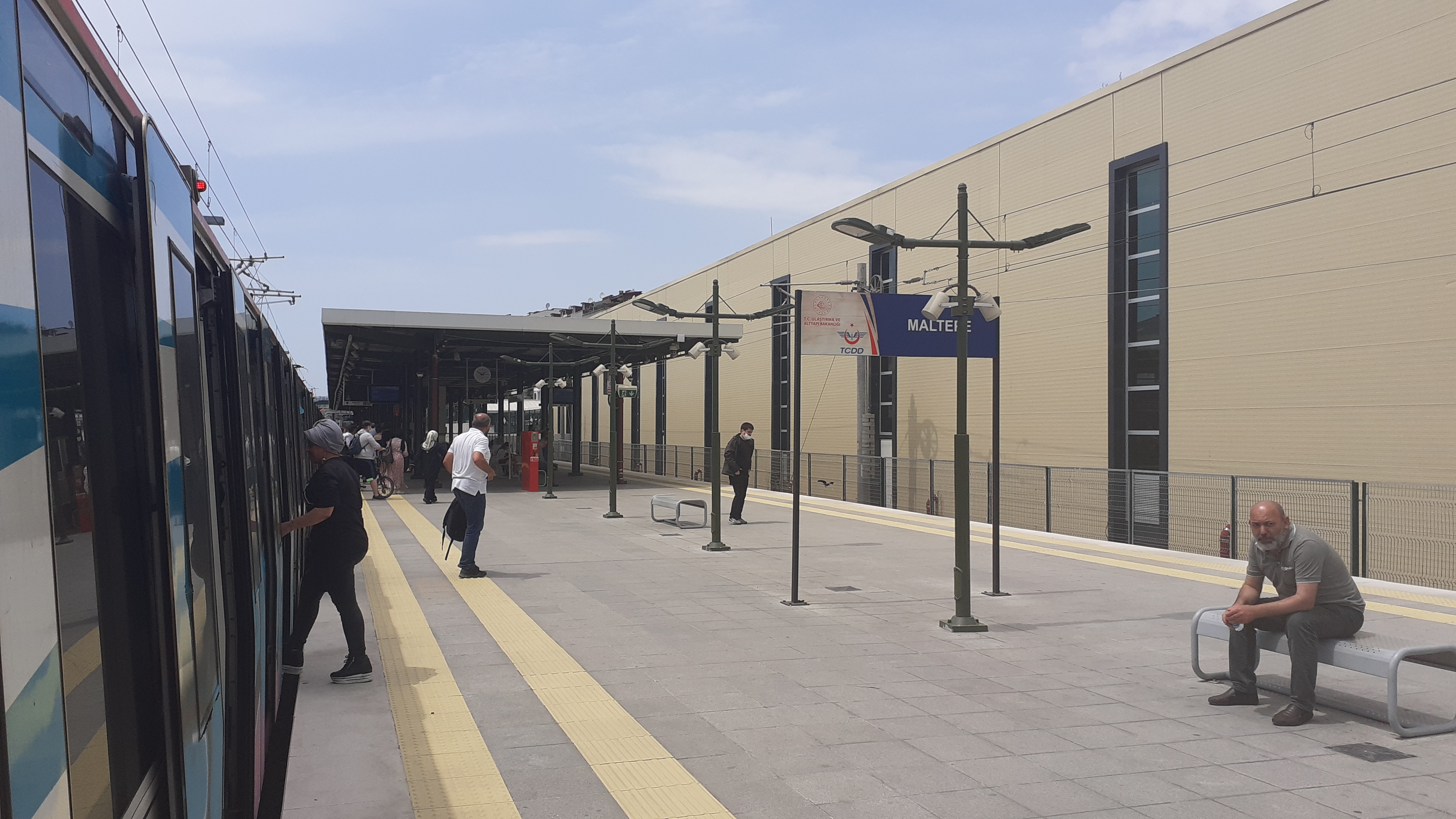
ホーム

単式ホーム1面1線と島式ホーム1面2線、合計2面3線のホームを有する地上駅。マルマライ用に使用しているのは島式ホームのみで単式ホームはYHTや長距離列車が通過するのみで使用されていない。改札口はホーム地下にある。

### のりば
| スレイヤ・プレジュ ↑ 3 X \| ⇌ 2 1 ⇌ \| ↓ ジェヴィズル |      |                 |                                                                            |
| 1                                                     | 西行 | マルマライ      | ボスタンジュ・ソウトリュチェシュメ・イェニカプ・バクルキョイ・ハルカル方面 |
| 2                                                     | 東行 | マルマライ      | ペンディク・ゲブゼ方面                                                     |
| 3                                                     | X    | YHT・長距離列車 | 全列車通過                                                                 |

## 駅周辺
- マルテペ・ハサン・ポラット・スタジアム（トルコ語版）
- アタコソグル小学校
- フェイズラ・トゥルゲイ・シネル中学校
- マルテペビーチ
- バグダット通り（トルコ語版、英語版）

## 隣の駅
トルコ国鉄
 マルマライ
スレイヤ・プレジュ駅 - マルテペ駅 - ジェヴィズル駅